# Domaszék
Domaszék is een plaats (község) en gemeente in het Hongaarse comitaat Csongrád. Domaszék telt 4324 inwoners (2002).